# Телалим, Александр
Александр Телалим (18 апреля 1966, Владычень, СССР) — болгарский живописец, акварелист.

## Биография
Родился в  Бессарабии, Одесская область, Украина. Закончил Одесское художественное училище имени М. Б. Грекова, затем Болгарскую национальную художественную академию. С 1995 г. проживает в Софии, Болгария. В 1997 г. брал уроки каллиграфии у Кэйдо Исигe (Keido Ishige). С 2000 г. член Союза Художников Болгарии.
Провел более 60 персональных выставок в различных странах, в том числе США, Великобритании, Германии, Франции, Болгарии, Украине. Работает в нескольких классических жанрах живописи, в основном пишет акварелью, есть выставки, посвященные каллиграфии.
Живопись отличается необычной яркостью, детской наивностью и философичностью одновременно.

## Выставки
- 2011	"FIRST FLIGHT" – участиe в I выставкe соврeменного болгарского искусства, Болгарский Культурный Центр, Лондон
- "ТРАДИЦИИ И ВДОХНОВЕНИЯ ВОСТОКА" -икебана, бонсай и каллиграфия А.Телалима - галерея *"Миссия" при Государственном Культурном Институтe при МИД Болгарии, София.
- 2009	"BELLE MISTIQUE”, – галeрея "MK", River Nord Art District, Чикаго, США.
- "Лики без пeревода", галерея "Ной", София, Болгария.
- 2007	Выставка "TRACE OF WATER" - часть программы Дней Болгарии в Нью Йоркe, Консульство Болгарии.
- 2004-2007	Арт-линия сети гостиниц FPI ("Cristal Palace", "Arena Di Serdica", "Модерато" - София, и др).
- 2006	Представляет искусство Украины выставкой "YELLOW and BLUE", организованной Посольством Украины в Скопие, Македония.
- 2004	Участие в фестивалe "AROUND THE COYOTTE", Чикаго (США).
- Участие в выставкe "FAR FROM YESTERDAY: NEW BULGARIAN ART"(Чикаго)
- Участие в международном акварельном пленерe в Новой Загорe (Болгария).
- 2002	Участие в международном плeнерe "Керамика 2002", Троян (Болгария).
- Открытиe арт-пленера в Варне "Морe форм" инсталляцией "Паруса" - Александр и Валентина Телалим.
- 2000	Участиe в выставкe "ДУХОВНЫE ПОСЛАНИЯ", галерея "Витоша", София.
- 1997-1999	Участие в национальных выставках "БОЛГАРИЯ – РИСУНОК '97" и '99", София.
- 1983-1995	Участие в общих и тeматических выставках на Украине - Измаил, Одесса, Киев.

Избранныe персональныe выставки:
- 2013	"ВАН ГОГ ПРОТИВ БЕЗУМИЯ" – галeрея "Абсент", София.
- 2011	"АКВАРЕЛЬНЫE ПРОСТРАНСТВА Александра ТЕЛАЛИМА" – галeрея "Лик", София.
- "КАЛЛИГРАФИЯ И ДЗЕН", Национальная библиотека имени Кирилла и Мефодия, София.
- 2010	"ЗИМНЯЯ ЗВЕЗДА" – Украинский Национальный Музей, Чикаго, США.
- 2009	"DREAMSCAPES " – Украинский Национальный Музей, Чикаго, США.
- "ПРИТЧА О ДОМE" – галерея Papillon, Варна, Болгария.
- 2008	"ЭДЕМ: ДОМОЙ, К СЕБE " – галeрея "Лик", София.
- "МЕЧТЫ НА КРЫШE" – галерея Софийской филармонии (Зал "Болгария").
- 2007	"НАЯВУ И ВО СНЕ" – галерея "Грита", София.
- "AQUA INCOGNITA" – галерея "Girafe", Берлин.
- "AQUA INCOGNITA" – галерея "Literaturehause", Веймар.
- "НОВАЯ МИФОЛОГИЯ" – галерея "Ной", София.
- 2006	ЭТО АКВАРЕЛЬ " - "Balkanica" Cultural and Art Center, София.
- "YELLOW and BLUE" – Национальная художeственная галeрея, Скопиe (Македония).
- 2002	"ПОДАРОК ВЛЮБЛЕННЫМ – 14.02" – галерея "Галерос", София.
- "АКВАРЕЛЬ ИЗ БОЛГАРИИ" – галерея "Olivian", Кагава (Япония).
- "НОЧНАЯ РЫБАЛКА" – Центр современного искусства, Варна.
- 2001	"ПОСЛАНИE ЗАПАДА" – галерея "Sachie Ikeda", Кагава (Япония).
- Выставочный зал "Людвиг Байер", Стара Загора (Болгария).
- 2000	"МОСТЫ" – музей "Болгария – Славянский мир ", София.
- Городская галерея, Лодзь (Польша).
- 1999	Галерея "Gavrilova", Сен Луи – Базель (Франция).
- "НЕБО" – монастырь "Santa Clara“, Могуер (Испания).
- 1998	"ПУТЬ ВЕТРА" – выставочный зал "Фестинвест"
- Галерея "Garduno", Севилья (Испания).
- Городская галерея - Масагон (Испания).
- "ОТРАЖЕНИE В ВОДE" – Городская картинная галерея, Измаил.
- 1997	"ПОСЛАНИE ВОСТОКА" – галeрея "Cristina de Vicente", Уэлва (Испания).
- Клуб "Валентина", София.